# Atopocephala watsoni
Atopocephala watsoni è un pesce osseo estinto, appartenente ai redfieldiiformi. Visse nel Triassico medio (Anisico, circa 244 milioni di anni fa) e i suoi resti fossili sono stati ritrovati in Africa.

## Descrizione
Questo pesce era di piccole dimensioni e non superava solitamente i 5 centimetri di lunghezza. Possedeva una grande testa e occhi molto grandi; il muso era piccolo e appuntito, mentre l'ampiezza delle fauci era notevole. Le mascella e la mandibola erano dotate di piccoli denti appuntiti. La pinna dorsale era a base larga, posta appena dopo la metà del corpo. La pinna anale era opposta a quella dorsale ma leggermente più arretrata. Le pinne pelviche erano piccole e appuntite, mentre le pinne pettorali erano un po' più grandi ma altrettanto appuntite. Le scaglie erano romboidali, disposte in file regolari; le scaglie più grandi si trovavano sui fianchi.

## Classificazione
Atopocephala watsoni è un rappresentante dei redfieldiiformi, un gruppo di pesci ossei arcaici tipici del Triassico e dell'inizio del Giurassico, di piccole dimensioni e solitamente dotati di occhi grandi. Atopocephala watsoni è uno dei redfieldiiformi più arcaici, alla base di un clade comprendente forme nordamericane e nordafricane. I resti di Atopocephala watsoni vennero scoperti nella zona di Rouxville in Sudafrica, e vennero descritti per la prima volta da James Brough nel 1934.